# Cholet-Pays de Loire 2015
La 38e édition de Cholet-Pays de Loire a eu lieu le 22 mars 2015. La course fait partie du calendrier UCI Europe Tour 2015 en catégorie 1.1. C'est également la troisième épreuve de la Coupe de France sur route.
Elle a été remportée en solitaire par le Français Pierrick Fédrigo (Bretagne-Séché Environnement) vingt-et-une secondes devant l'Espagnol Jon Ander Insausti (Murias Taldea) et le Belge Baptiste Planckaert (Roubaix Lille Métropole) qui termine dans un groupe de quatre coureurs.
Le Français Cédric Pineau (FDJ) remporte le classement de la montagne, Insausti celui du meilleur jeune et la formation française Roubaix Lille Métropole gagne le prix de la meilleure équipe.

## Présentation

### Équipes
Classé en catégorie 1.1 de l'UCI Europe Tour, Cholet-Pays de Loire est par conséquent ouvert aux WorldTeams dans la limite de 50 % des équipes participantes, aux équipes continentales professionnelles, aux équipes continentales et aux équipes nationales.
Dix-huit équipes participent à ce Cholet-Pays de Loire - deux WorldTeams, huit équipes continentales professionnelles et huit équipes continentales :
| UCI WorldTeams   | UCI WorldTeams | UCI WorldTeams |
| Nom de l'équipe  | Pays           | Code           |
| ---------------- | -------------- | -------------- |
| AG2R La Mondiale | France         | ALM            |
| FDJ              | France         | FDJ            |

| Équipes continentales professionnelles | Équipes continentales professionnelles | Équipes continentales professionnelles |
| Nom de l'équipe                        | Pays                                   | Code                                   |
| -------------------------------------- | -------------------------------------- | -------------------------------------- |
| Androni Giocattoli                     | Italie                                 | AND                                    |
| Bretagne-Séché Environnement           | France                                 | BSE                                    |
| Caja Rural-Seguros RGA                 | Espagne                                | CJR                                    |
| Cofidis                                | France                                 | COF                                    |
| Cult Energy                            | Danemark                               | CLT                                    |
| Europcar                               | France                                 | EUC                                    |
| Topsport Vlaanderen-Baloise            | Belgique                               | TSV                                    |
| Wanty-Groupe Gobert                    | Belgique                               | WGG                                    |

| Équipes continentales   | Équipes continentales | Équipes continentales |
| Nom de l'équipe         | Pays                  | Code                  |
| ----------------------- | --------------------- | --------------------- |
| Armée de Terre          | France                | ADT                   |
| Auber 93                | France                | AUB                   |
| Marseille 13 KTM        | France                | M13                   |
| Murias Taldea           | Espagne               | MUR                   |
| Roth-Škoda              | Suisse                | ROT                   |
| Roubaix Lille Métropole | France                | RLM                   |
| Veranclassic-Ekoï       | Belgique              | VER                   |
| Wallonie-Bruxelles      | Belgique              | WBC                   |

### Règlement de la course

#### Primes
Les vingt prix sont attribués suivant le barème de l'UCI,. Le total général des prix distribués est de 14 477 €.
| Position | 1er     | 2e      | 3e      | 4e    | 5e    | 6e    | 7e    | 8e    | 9e    | 10e à 20e |
| Prix     | 5 785 € | 2 895 € | 1 445 € | 715 € | 580 € | 433 € | 433 € | 287 € | 287 € | 147 €     |

## Classements

### Classement final
| Classement final | Classement final    | Classement final | Classement final             | Classement final  |
|                  | Coureur             | Pays             | Équipe                       | Temps             |
| ---------------- | ------------------- | ---------------- | ---------------------------- | ----------------- |
| 1er              | Pierrick Fédrigo    | France           | Bretagne-Séché Environnement | en 5 h 2 min 11 s |
| 2e               | Jon Ander Insausti  | Espagne          | Murias Taldea                | + 21 s            |
| 3e               | Baptiste Planckaert | Belgique         | Roubaix Lille Métropole      | + 21 s            |
| 4e               | Antoine Demoitié    | Belgique         | Wallonie-Bruxelles           | + 21 s            |
| 5e               | Ignatas Konovalovas | Lituanie         | Marseille 13 KTM             | + 21 s            |
| 6e               | Yukiya Arashiro     | Japon            | Europcar                     | + 54 s            |
| 7e               | Nicolas Edet        | France           | Cofidis                      | + 54 s            |
| 8e               | Romain Le Roux      | France           | Armée de Terre               | + 1 min 0 s       |
| 9e               | Théo Vimpère        | France           | Auber 93                     | + 1 min 18 s      |
| 10e              | Justin Jules        | France           | Veranclassic-Ekoï            | + 1 min 18 s      |
| modifier         |                     |                  |                              |                   |

### Classements annexes
| Classement de la montagne | Classement de la montagne | Classement de la montagne | Classement de la montagne    | Classement de la montagne |
| ------------------------- | ------------------------- | ------------------------- | ---------------------------- | ------------------------- |
|                           | Coureur                   | Pays                      | Équipe                       | Point(s)                  |
| 1er                       | Cédric Pineau             | France                    | FDJ                          | 12 points                 |
| 2e                        | Pierrick Fédrigo          | France                    | Bretagne-Séché Environnement | 11 pts                    |
| 3e                        | Yukiya Arashiro           | Japon                     | Europcar                     | 11 pts                    |
| modifier                  |                           |                           |                              |                           |

| Classement du meilleur jeune | Classement du meilleur jeune | Classement du meilleur jeune | Classement du meilleur jeune | Classement du meilleur jeune |
|                              | Coureur                      | Pays                         | Équipe                       | Temps                        |
| ---------------------------- | ---------------------------- | ---------------------------- | ---------------------------- | ---------------------------- |
| 1er                          | Jon Ander Insausti           | Espagne                      | Murias Taldea                | en 5 h 2 min 32 s            |
| 2e                           | Romain Le Roux               | France                       | Armée de Terre               | + 39 s                       |
| 3e                           | Théo Vimpère                 | France                       | Auber 93                     | + 57 s                       |
| modifier                     |                              |                              |                              |                              |

| \| Classement par équipes[3] \| Classement par équipes[3] \| Classement par équipes[3] \| Classement par équipes[3] \| \| \| Équipe \| Pays \| Temps \| \| ------------------------- \| ------------------------- \| ------------------------- \| ------------------------- \| \| 1re \| Roubaix Lille Métropole \| France \| en 15 h 10 min 20 s \| \| 2e \| Armée de Terre \| France \| + 30 s \| \| 3e \| Europcar \| France \| + 40 s \| \| modifier \| \| \| \| |                         |        |                     |
| Classement par équipes |                         |        |                     |
| | Équipe                  | Pays   | Temps               |
| 1re | Roubaix Lille Métropole | France | en 15 h 10 min 20 s |
| 2e | Armée de Terre          | France | + 30 s              |
| 3e | Europcar                | France | + 40 s              |
| modifier |                         |        |                     |

### UCI Europe Tour
Ce Cholet-Pays de Loire attribue des points pour l'UCI Europe Tour 2015, par équipes seulement aux coureurs des équipes continentales professionnelles et continentales, individuellement à tous les coureurs sauf ceux faisant partie d'une équipe ayant un label WorldTeam.
| Position,          | 1er | 2e | 3e | 4e | 5e | 6e | 7e | 8e | 9e | 10e | 11e | 12e |
| Classement général | 80  | 56 | 32 | 24 | 20 | 16 | 12 | 8  | 7  | 6   | 5   | 3   |

## Liste des participants
- Liste de départ complète

| Légende | Légende                                                                    | Légende | Légende                                                    |
| ------- | -------------------------------------------------------------------------- | ------- | ---------------------------------------------------------- |
| Num     | Dossard de départ porté par le coureur sur ce Cholet-Pays de Loire         | Pos     | Position à l'arrivée de la course                          |
|         | Indique un maillot de champion national ou mondial, suivi de sa spécialité | NP      | Indique un coureur qui n'a pas pris le départ de la course |
| AB      | Indique un coureur qui n'a pas terminé la course                           | HD      | Indique un coureur qui a terminé la course hors des délais |

| Topsport Vlaanderen-Baloise TSV    | Topsport Vlaanderen-Baloise TSV | Topsport Vlaanderen-Baloise TSV |
| ---------------------------------- | ------------------------------- | ------------------------------- |
| Num                                | Coureur                         | Pos                             |
| 1                                  | Victor Campenaerts (BEL)        | 78e                             |
| 2                                  | Pieter Jacobs (BEL)             | 22e                             |
| 3                                  | Oliver Naesen (BEL)             | 21e                             |
| 4                                  | Gijs Van Hoecke (BEL)           | 51e                             |
| 5                                  | Sander Helven (BEL)             | 44e                             |
| 6                                  | Thomas Sprengers (BEL)          | 20e                             |
| 7                                  | Preben Van Hecke (BEL)          | 71e                             |
| 8                                  | Arthur Vanoverberghe (BEL)      | 61e                             |
| Directeur sportif : Hans De Clercq |                                 |                                 |

| AG2R La Mondiale ALM               | AG2R La Mondiale ALM      | AG2R La Mondiale ALM |
| ---------------------------------- | ------------------------- | -------------------- |
| Num                                | Coureur                   | Pos                  |
| 11                                 | Gediminas Bagdonas (LTU)  | 40e                  |
| 12                                 | Guillaume Bonnafond (FRA) | NP                   |
| 13                                 | Maxime Daniel (FRA)       | AB                   |
| 14                                 | Alexis Gougeard (FRA)     | AB                   |
| 15                                 | Damien Gaudin (FRA)       | 29e                  |
| 16                                 | Sébastien Turgot (FRA)    | 96e                  |
| 17                                 | Hugo Houle (CAN)          | AB                   |
| 18                                 | Quentin Jauregui (FRA)    | AB                   |
| Directeur sportif : Nicolas Guillé |                           |                      |

| FDJ                             | FDJ                     | FDJ  |
| ------------------------------- | ----------------------- | ---- |
| Num                             | Coureur                 | Pos  |
| 21                              | David Boucher (FRA)     | 52e  |
| 22                              | Arnaud Courteille (FRA) | 107e |
| 23                              | Murilo Fischer (BRA)    | 111e |
| 24                              | Anthony Geslin (FRA)    | 23e  |
| 25                              | Francis Mourey (FRA)    | 27e  |
| 26                              | Cédric Pineau (FRA)     | 14e  |
| 27                              | Marc Sarreau (FRA)      | AB   |
| 28                              |                         |      |
| Directeur sportif : Yvon Madiot |                         |      |

| Europcar EUC                         | Europcar EUC              | Europcar EUC |
| ------------------------------------ | ------------------------- | ------------ |
| Num                                  | Coureur                   | Pos          |
| 31                                   | Yukiya Arashiro (JPN)     | 6e           |
| 32                                   | Giovanni Bernaudeau (FRA) | AB           |
| 33                                   | Thomas Boudat (FRA)       | 77e          |
| 34                                   | Jimmy Engoulvent (FRA)    | AB           |
| 35                                   | Romain Guillemois (FRA)   | 65e          |
| 36                                   | Morgan Lamoisson (FRA)    | 68e          |
| 37                                   | Alexandre Pichot (FRA)    | 24e          |
| 38                                   | Thomas Voeckler (FRA)     | 28e          |
| Directeur sportif : Benoît Génauzeau |                           |              |

| Cofidis COF                          | Cofidis COF               | Cofidis COF |
| ------------------------------------ | ------------------------- | ----------- |
| Num                                  | Coureur                   | Pos         |
| 41                                   |                           |             |
| 42                                   | Geoffrey Soupe (FRA)      | AB          |
| 43                                   | Michael Van Staeyen (BEL) | 32e         |
| 44                                   | Nicolas Edet (FRA)        | 7e          |
| 45                                   | Stéphane Rossetto (FRA)   | 72e         |
| 46                                   | Anthony Turgis (FRA)      | 67e         |
| 47                                   | Clément Venturini (FRA)   | AB          |
| 48                                   |                           |             |
| Directeur sportif : Jean-Luc Jonrond |                           |             |

| Bretagne-Séché Environnement BSE | Bretagne-Séché Environnement BSE | Bretagne-Séché Environnement BSE |
| -------------------------------- | -------------------------------- | -------------------------------- |
| Num                              | Coureur                          | Pos                              |
| 51                               | Jean-Marc Bideau (FRA)           | 76e                              |
| 52                               | Maxime Cam (FRA)                 | 39e                              |
| 53                               | Frédéric Brun (FRA)              | 46e                              |
| 54                               | Daniel McLay (GBR)               | AB                               |
| 55                               | Pierre-Luc Périchon (FRA)        | AB                               |
| 56                               | Pierrick Fédrigo (FRA)           | 1er                              |
| 57                               | Yauheni Hutarovich (BLR) (Route) | 15e                              |
| 58                               | Romain Feillu (FRA)              | 33e                              |
| Directeur sportif : Roger Tréhin |                                  |                                  |

| Caja Rural-Seguros RGA CJR             | Caja Rural-Seguros RGA CJR | Caja Rural-Seguros RGA CJR |
| -------------------------------------- | -------------------------- | -------------------------- |
| Num                                    | Coureur                    | Pos                        |
| 61                                     | Antonio Molina (ESP)       | 82e                        |
| 62                                     | Ángel Madrazo (ESP)        | 31e                        |
| 63                                     | Peio Bilbao (ESP)          | 98e                        |
| 64                                     | Hugh Carthy (GBR)          | 79e                        |
| 65                                     | Fabricio Ferrari (URU)     | 54e                        |
| 66                                     | Omar Fraile (ESP)          | 81e                        |
| 67                                     | Fernando Grijalba (ESP)    | 55e                        |
| 68                                     | Miguel Ángel Benito (ESP)  | AB                         |
| Directeur sportif : Eugenio Goikoetxea |                            |                            |

| Wanty-Groupe Gobert WGG                 | Wanty-Groupe Gobert WGG   | Wanty-Groupe Gobert WGG |
| --------------------------------------- | ------------------------- | ----------------------- |
| Num                                     | Coureur                   | Pos                     |
| 71                                      | Simone Antonini (ITA)     | AB                      |
| 72                                      | Frederik Backaert (BEL)   | 42e                     |
| 73                                      | Lander Seynaeve (BEL)     | 48e                     |
| 74                                      | James Vanlandschoot (BEL) | 60e                     |
| 75                                      | Boris Dron (BEL)          | 26e                     |
| 76                                      | Marco Marcato (ITA)       | 25e                     |
| 77                                      | Kévin Van Melsen (BEL)    | AB                      |
| 78                                      | Frederik Veuchelen (BEL)  | 73e                     |
| Directeur sportif : Jean-Marc Rossignon |                           |                         |

| Roth-Škoda ROT                       | Roth-Škoda ROT               | Roth-Škoda ROT |
| ------------------------------------ | ---------------------------- | -------------- |
| Num                                  | Coureur                      | Pos            |
| 81                                   | Andrea Pasqualon (ITA)       | 16e            |
| 82                                   | Temesgen Teklehaimanot (ERI) | 99e            |
| 83                                   | Roland Thalmann (SUI)        | 45e            |
| 84                                   | Alessio Bottura (ITA)        | 91e            |
| 85                                   | Silvan Dieterich (SUI)       | 103e           |
| 86                                   | Nico Brüngger (SUI)          | 89e            |
| 87                                   | Giacomo Tomio (ITA)          | 58e            |
| 88                                   | Tristan Marguet (SUI)        | AB             |
| Directeur sportif : Mirco Lorenzetto |                              |                |

| Cult Energy CLT                    | Cult Energy CLT                 | Cult Energy CLT |
| ---------------------------------- | ------------------------------- | --------------- |
| Num                                | Coureur                         | Pos             |
| 91                                 | Michael Carbel Svendgaard (DEN) | 41e             |
| 92                                 | Linus Gerdemann (GER)           | 13e             |
| 93                                 | Rasmus Guldhammer (DEN)         | AB              |
| 94                                 | Gustav Larsson (SWE)            | 59e             |
| 95                                 | Romain Lemarchand (FRA)         | 70e             |
| 96                                 | Christian Mager (GER)           | 114e            |
| 97                                 | Fabian Wegmann (GER)            | 53e             |
| 98                                 | Joël Zangerlé (LUX)             | 74e             |
| Directeur sportif : Michael Skelde |                                 |                 |

| Androni Giocattoli AND              | Androni Giocattoli AND   | Androni Giocattoli AND |
| ----------------------------------- | ------------------------ | ---------------------- |
| Num                                 | Coureur                  | Pos                    |
| 101                                 | Francesco Chicchi (ITA)  | 102e                   |
| 102                                 | Marco Benfatto (ITA)     | 63e                    |
| 103                                 | Carlos Gálviz (VEN)      | 108e                   |
| 104                                 | Alberto Nardin (ITA)     | 101e                   |
| 105                                 | František Padour (CZE)   | 94e                    |
| 106                                 | Alessio Taliani (ITA)    | 62e                    |
| 107                                 | Gianfranco Zilioli (ITA) | 112e                   |
| 108                                 |                          |                        |
| Directeur sportif : Roberto Miodini |                          |                        |

| Auber 93 AUB                       | Auber 93 AUB              | Auber 93 AUB |
| ---------------------------------- | ------------------------- | ------------ |
| Num                                | Coureur                   | Pos          |
| 111                                | César Bihel (FRA)         | 110e         |
| 112                                | Julien Guay (FRA)         | 93e          |
| 113                                | Alo Jakin (EST) (Route)   | 43e          |
| 114                                | Flavien Dassonville (FRA) | AB           |
| 115                                | David Menut (FRA)         | AB           |
| 116                                | Maxime Renault (FRA)      | 38e          |
| 117                                | Steven Tronet (FRA)       | 92e          |
| 118                                | Théo Vimpère (FRA)        | 9e           |
| Directeur sportif : Stéphan Gaudry |                           |              |

| Roubaix Lille Métropole RLM         | Roubaix Lille Métropole RLM | Roubaix Lille Métropole RLM |
| ----------------------------------- | --------------------------- | --------------------------- |
| Num                                 | Coureur                     | Pos                         |
| 121                                 | Rudy Barbier (FRA)          | 17e                         |
| 122                                 | Thomas Damuseau (FRA)       | 87e                         |
| 123                                 | Timothy Dupont (BEL)        | 19e                         |
| 124                                 | Rudy Kowalski (FRA)         | 80e                         |
| 125                                 | Jérémy Leveau (FRA)         | 34e                         |
| 126                                 | Baptiste Planckaert (BEL)   | 3e                          |
| 127                                 | Jimmy Turgis (FRA)          | 64e                         |
| 128                                 | Maxime Vantomme (BEL)       | AB                          |
| Directeur sportif : Gilles Pauchard |                             |                             |

| Armée de Terre ADT               | Armée de Terre ADT      | Armée de Terre ADT |
| -------------------------------- | ----------------------- | ------------------ |
| Num                              | Coureur                 | Pos                |
| 131                              | Yoann Barbas (FRA)      | 57e                |
| 132                              | David Cherbonnet (FRA)  | 36e                |
| 133                              | Romain Combaud (FRA)    | 90e                |
| 134                              | Julien Duval (FRA)      | 18e                |
| 135                              | Yann Guyot (FRA)        | 66e                |
| 136                              | Romain Le Roux (FRA)    | 8e                 |
| 137                              | Kévin Lebreton (FRA)    | 12e                |
| 138                              | Bryan Alaphilippe (FRA) | 37e                |
| Directeur sportif : Cédric Barre |                         |                    |

| Wallonie-Bruxelles WBC                | Wallonie-Bruxelles WBC   | Wallonie-Bruxelles WBC |
| ------------------------------------- | ------------------------ | ---------------------- |
| Num                                   | Coureur                  | Pos                    |
| 141                                   | Julien Stassen (BEL)     | AB                     |
| 142                                   | Grégory Habeaux (BEL)    | 106e                   |
| 143                                   | Sébastien Delfosse (BEL) | 95e                    |
| 144                                   | Kevyn Ista (BEL)         | 11e                    |
| 145                                   | Antoine Warnier (BEL)    | 69e                    |
| 146                                   | Thomas Wertz (BEL)       | 97e                    |
| 147                                   | Maxime Anciaux (BEL)     | 104e                   |
| 148                                   | Antoine Demoitié (BEL)   | 4e                     |
| Directeur sportif : Frédéric Amorison |                          |                        |

| Veranclassic-Ekoï VER              | Veranclassic-Ekoï VER    | Veranclassic-Ekoï VER |
| ---------------------------------- | ------------------------ | --------------------- |
| Num                                | Coureur                  | Pos                   |
| 151                                | Niels De Rooze (BEL)     | AB                    |
| 152                                | Edwig Cammaerts (BEL)    | NP                    |
| 153                                | Gorik Gardeyn (BEL)      | 49e                   |
| 154                                | Sébastien Rosseler (BEL) | 56e                   |
| 155                                | Justin Jules (FRA)       | 10e                   |
| 156                                | Melvin Rullière (FRA)    | AB                    |
| 157                                |                          |                       |
| 158                                | Martial Roman (FRA)      | 105e                  |
| Directeur sportif : Geoffrey Coupé |                          |                       |

| Murias Taldea MUR                 | Murias Taldea MUR        | Murias Taldea MUR |
| --------------------------------- | ------------------------ | ----------------- |
| Num                               | Coureur                  | Pos               |
| 161                               | Garikoitz Bravo (ESP)    | 83e               |
| 162                               | Mikel Bizkarra (ESP)     | 84e               |
| 163                               | Imanol Estévez (ESP)     | 50e               |
| 164                               | Egoitz García (ESP)      | 88e               |
| 165                               | Jon Ander Insausti (ESP) | 2e                |
| 166                               | Eneko Lizarralde (ESP)   | 47e               |
| 167                               | Ander Barrenetxea (ESP)  | AB                |
| 168                               | Beñat Txoperena (ESP)    | 85e               |
| Directeur sportif : Jon Odriozola |                          |                   |

| Marseille 13 KTM M13                    | Marseille 13 KTM M13       | Marseille 13 KTM M13 |
| --------------------------------------- | -------------------------- | -------------------- |
| Num                                     | Coureur                    | Pos                  |
| 171                                     | Ignatas Konovalovas (LTU)  | 5e                   |
| 172                                     | Benjamin Giraud (FRA)      | 35e                  |
| 173                                     | Clément Penven (FRA)       | 109e                 |
| 174                                     | Alexandre Blain (FRA)      | 75e                  |
| 175                                     | Clément Saint-Martin (FRA) | 86e                  |
| 176                                     | Yoann Paillot (FRA)        | 30e                  |
| 177                                     | Evaldas Šiškevičius (LTU)  | 113e                 |
| 178                                     | Grégoire Tarride (FRA)     | 100e                 |
| Directeur sportif : Freddy Lecarpentier |                            |                      |